# Audrey Rorive
Audrey Rorive (Ukkel, 1 februari 1973) is een voormalig Belgisch politica voor het Front National.

## Levensloop
Rorive werd beroepshalve schoonheidsspecialiste. 
Als levensgezellin van Daniel Féret, partijvoorzitter van het Belgische Front National, werd zijzelf ook politiek actief voor deze extreemrechtse partij. Van juni 1999 tot juni 2009 zetelde ze in het Brussels Hoofdstedelijk Parlement. In mei 2003 raakte Rorive verkozen in de Senaat, maar nam het mandaat niet op en liet zich vervangen door Francis Detraux. Van november 2006 tot juni 2009 zetelde zij tevens in het Parlement van de Franse Gemeenschap.
In juni 2006 moesten Féret en Rorive voor het gerecht verschijnen omdat ze zouden hebben gefraudeerd met de peterschapslijsten voor de Europese verkiezingen van juni 2004, de lijsten moeten een bepaald aantal handtekeningen hebben om deel te nemen aan de verkiezingen. 25 van die handtekeningen bleken vals te zijn of afkomstig te zijn van mensen die al overleden waren. De twee werden beschuldigd van valsheid in geschrifte en het gebruik van valse documenten. Hierdoor werd de parlementaire onschendbaarheid van de twee opgeheven. In juni 2008 werden de twee schuldig bevonden door de correctionele rechtbank van Namen: Féret kreeg één jaar effectieve gevangenisstraf en Rorive kreeg een celstraf met uitstel.
Een aantal leden van het FN dienden in 2005 klacht in tegen Féret en Rorive omdat ze meer dan 250.000 euro aan partijdotaties zouden hebben aangewend om er een villa in Zuid-Frankrijk mee te bouwen. Alles werd echter ontkend. In september 2007 werden ze officieel in verdenking gesteld, waarop Rorive in december 2007 door het politiek bureau van het FN uit de partij werd verwijderd. In november 2014 werden Féret en Rorive in deze zaak veroordeeld; Féret tot een boete van 38.500 euro en een verbeurdverklaring van 75.000 euro voor vervalsing, valsheid in geschrifte, misbruik van vennootschapsgoederen en misbruik van vertrouwen, Rorive tot een verbeurdverklaring van 3.000 euro voor witwassing en misbruik van sociale goederen.